# 2553 Viljev
2553 Viljev је астероид главног астероидног појаса са средњом удаљеношћу од Сунца која износи 3,086 астрономских јединица (АЈ).
Апсолутна магнитуда астероида је 11,3.